# Jon Miller
Pour les articles homonymes, voir Miller.
Jon Wesley Miller (né à San Francisco, Californie, États-Unis le 11 octobre 1951) est un commentateur sportif. Depuis 1997, il est descripteur à la radio et à la télévision des matchs des Giants de San Francisco de la Ligue majeure de baseball.
Animateur de Sunday Night Baseball sur la chaîne télévisée ESPN et à l'emploi d'ESPN Radio de 1990 à 2010, il est récipiendaire en 2010 du prix Ford C. Frick remis par le Temple de la renommée du baseball.

## Carrière

### Débuts
Avant de faire des études en communications, Jon Miller apprend les rudiments du métier de commentateur sportif en narrant des parties de Strat-O-Matic (en), un jeu de société basé sur le baseball qu'il est possible de jouer seul. Il accompagne la description du « match » de bruits de foule, de la voix de l'annonceur du stade, jusqu'au son de l'orgue. À l'école secondaire Hayward High, il décrit les matchs de basket-ball scolaires pour KMIL, une station de radio fictive qu'il invente, et fait passer les enregistrements sur le système d'intercom. À l'adolescence, il s'amuse à lancer au micro du restaurant A&W qui l'emploie un « au revoir » officiel aux clients à la fermeture de l'établissement, à qui il chante ensuite l'hymne national. Il nomme les descripteurs du baseball des Giants de San Francisco à la radio, Lon Simmons et Ross Hodges, comme principales inspirations de jeunesse. Étudiant au collège communautaire de San Mateo, Miller ne complète pas ses études et quitte l'école à l'âge de 20 ans pour un emploi à la jeune station de télévision KFTY Channel 50 (en) de Santa Rosa, qui le fait rapidement directeur des sports. Dans ses premières années, il est aussi en ondes à la radio KMPX-FM (en) de San Francisco. En 1972 et 1973, il décrit les matchs des Golden Seals de la Californie, un club de la Ligue nationale de hockey.
Un jour d'avril, d'un coin de la galerie de presse du Candlestick Park de San Francisco, Miller enregistre une description d'un match entier des Giants. Il soumet par la suite la bande, jamais diffusée, de ce match, aux Athletics d'Oakland : le descripteur des matchs de l'équipe, Monte Moore, aime ce qu'il entend et demande que l'on engage Miller.
Il est pour la première fois descripteur des matchs de baseball des Ligues majeures en 1974 pour les Athletics, aux côtés de Moore, vétéran du micro, sur les ondes de KEEN 1370 AM (en). Le duo décrit d'ailleurs la victoire des Athletics en Série mondiale 1974. Mais le jeune Miller, 23 ans, est abruptement congédié en janvier 1975 par Charlie O. Finley, propriétaire des A's.
Avant de s'établir définitivement dans le monde du baseball, Miller décrit les matchs de basket-ball collégial des Dons de San Francisco (1975-1980), ceux des Golden State Warriors de la NBA (1979-1982, des Earthquakes de San Jose de la NASL (1975-1976) et des Diplomats de Washington de la NASL en 1977.
Il retrouve plus tard un micro à la description de matchs de baseball en 1978 et 1979 pour les Rangers du Texas,.

### Red Sox de Boston
De 1980 à 1982, Jon Miller est l'un des descripteurs des matchs des Red Sox de Boston, sur les ondes de WITS 1510 AM (en),.
En juin 1981, une grève des joueurs interrompt pendant 50 jours la saison de la Ligue majeure de baseball. Miller, qui est alors descripteur des matchs des Red Sox de Boston, invite des personnalités locales à jouer à Strat-O-Matic (en) et, avec son collègue Ken Coleman, il décrit les parties comme s'il s'agissait de matchs réels. Ceux-ci sont diffusés à la radio bostonnaise dans la case horaire où auraient normalement dus être présentés des matchs des Red Sox. Accompagnée d'enregistrements de bruits de foules et de sons de bâtons cognant la balle, l'illusion est si réussie qu'il n'est pas rare que des abonnés de saison téléphonent à la station pour s'offusquer de ne pas avoir été informé que la grève du baseball était terminée et que les matchs des Red Sox avaient repris,. Miller et ses comparses simulent également le match des étoiles, programmé pour le 14 juillet 1981 à Cleveland mais finalement reporté au 9 août. Les parties de Strat-O-Matic à la radio diffusées de Boston sont éventuellement aussi diffusées à la radio de Dallas, Cleveland et sur 28 stations de Nouvelle-Angleterre.

### Orioles de Baltimore
En 1983, il quitte pour Baltimore où il fait la description des matchs des Orioles. Ceux-ci remportent la Série mondiale 1983 et Miller annonce le dernier retrait, réalisé par Cal Ripken à la fin du 5e match de la finale contre les Phillies de Philadelphie. D'abord employé par la station de radio WFBR (en) de Baltimore, il signe éventuellement un contrat avec les Orioles, ce qui lui permet de demeurer le descripteur lorsque les droits de radiodiffusion passent à un compétiteur, WCBM (en), en 1987, puis WBAL (en) à partir de 1988. Miller est la voix des Orioles pendant 14 saisons. Il décrit aussi les matchs à la télévision locale WMAR-TV (en) de 1991 à 1993.
Le 6 septembre 1995, Jon Miller, avec à ses côtés le président des États-Unis Bill Clinton dans la régie d'ESPN au Camden Yards de Baltimore, annonce le 2 131e match consécutif de la vedette des Orioles Cal Ripken, qui bat alors l'impressionnant record de Lou Gehrig.
Miller est congédié en octobre 1996 par le propriétaire du club, Peter Angelos, qui dit trouve Miller trop « enjoué » en ondes même lorsque l'équipe perd, et qu'il aimerait le voir davantage « saigner noir et orange » (les couleurs des Orioles). Miller, de son côté, accuse Angelos de ne lui avoir jamais adressé la parole en trois ans et de trouver des excuses pour ne pas négocier à la hausse son contrat de 450 000 dollars par an. Il affirme aussi qu'Angelos aurait déclaré son agent qu'il ne savait pas « pourquoi il donnait tant d'argent à quelqu'un de si négatif envers le club ». Le congédiement inattendu de Miller cause un outrage parmi les partisans des Orioles, qui se rangent derrière l'animateur,. Le journal local The Baltimore Sun va jusqu'à traiter Angelos de mégalomane, de « patron de l'enfer », de « danger pour la communauté » et de « personnage de Dilbert ».

### Giants de San Francisco

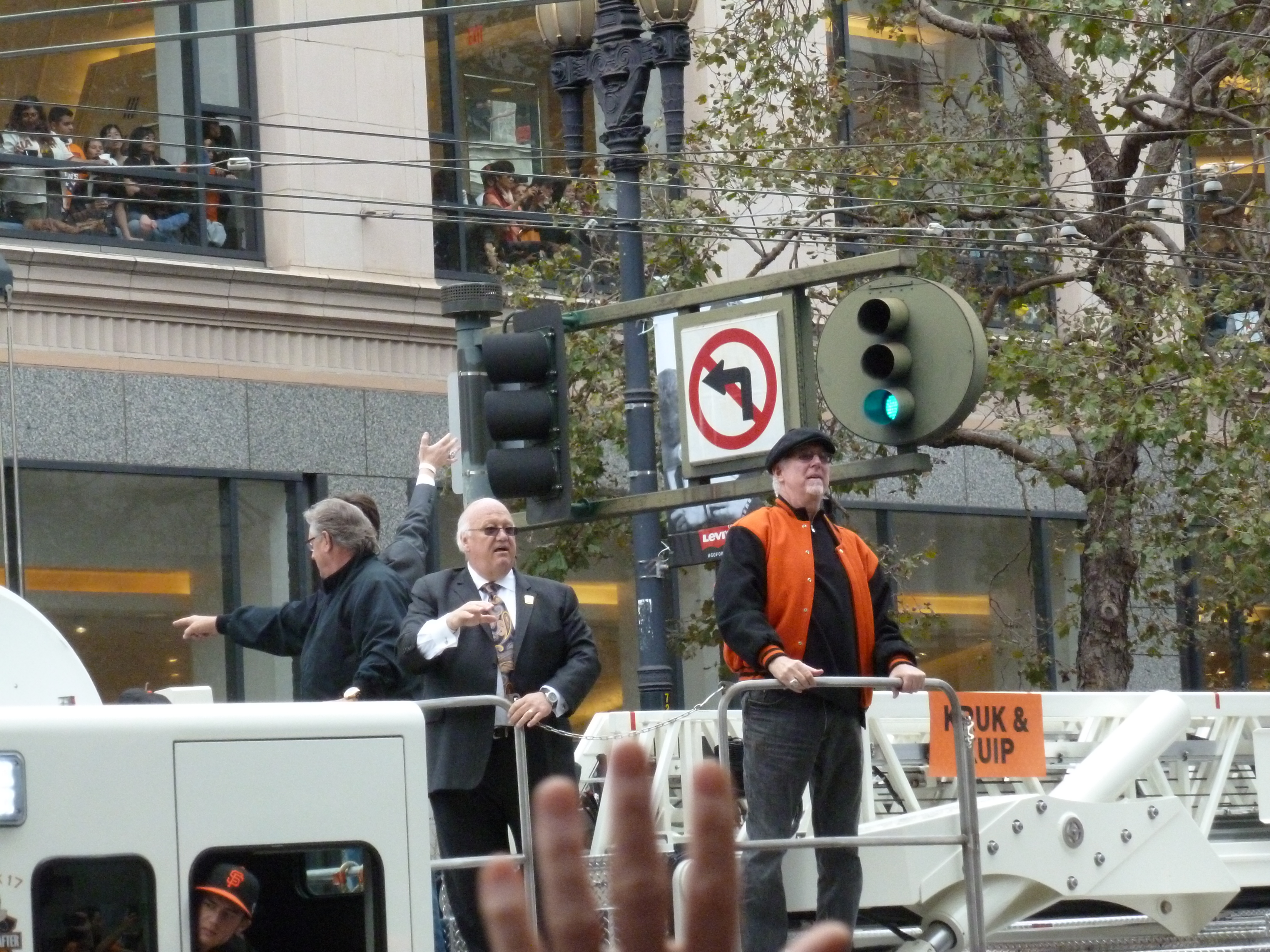
Jon Miller au centre de ses collègues descripteurs des matchs des Giants, Duane Kuiper et Mike Krukow, le 31 octobre 2012 à San Francisco.

Peu après son renvoi par les Orioles, Jon Miller signe un contrat de 2,1 millions de dollars pour 5 ans avec les Giants de San Francisco, dont il devient la voix à la radio et à la télévision à partir de la saison 1997. En date de 2015, il décrit les matchs des Giants principalement à la radio, où il peut être entendu sur les ondes de KNBR, généralement accompagné de Dave Flemming. À la télévision, il décrit des matchs du club à NBC Bay Area.
En 2007, il décrit sur les ondes de la radio KNBR le 756e circuit en carrière de Barry Bonds, qui bat le record de Hank Aaron.
Miller décrit les victoires des Giants lors des Séries mondiales de 2010, 2012 et 2014.

### Télévision
Il est l'un des descripteurs qui se succèdent de semaine en semaine à la description du match de baseball du samedi soir (Game of the Week) à la chaîne de télévision NBC de 1986 à 1989.
Il est régulièrement à l'antenne des matchs de baseball radiodiffusés et télédiffusés par ESPN le dimanche soir comme hôte de Sunday Night Baseball pendant 21 ans, de 1990 à 2010, aux côtés de Joe Morgan. Le style de plus en plus « grincheux » de Morgan, qui a de moins en moins la cote auprès des téléspectateurs, contraste avec le ton plus léger de Miller. Le contrat du duo n'est pas renouvelé après la saison 2010, mais le réseau offre à Miller de décrire des matchs pour ESPN Radio.
Miller décrit les matchs de 13 Séries mondiales consécutives pour ESPN Radio.
Sa voix est entendue en 1982 dans un épisode de la série télévisée Cheers, alors qu'on l'entend décrire un match des Red Sox de Boston. On entend aussi brièvement sa voix dans les films Summer Catch et 61* ainsi que dans la version anglaise du film d'animation Mes voisins les Yamada. Il fait deux apparitions dans la comédie de situation Arli$$.

### Style
Jon Miller est notable pour ne pas « angliciser » la prononciation des noms des joueurs d'origine hispanique et de prononcer leurs noms correctement en espagnol, une langue qu'il maîtrise bien,. Connu pour son humour et son irrévérence en ondes, il lui arrive aussi de ponctuer ses interventions de japonais ou d'hawaïen, ou encore de citations de Shakespeare. En 1988, alors que les Orioles de Baltimore amorcent la saison en établissant un record de la Ligue américaine de 21 défaites consécutives,, Miller amorce la diffusion du 18e match de cette séquence en récitant les deux premiers paragraphes du chapitre 54 des Grandes Espérances de Charles Dickens.
Jon Miller est réputé pour ses imitations de Bob Sheppard, annonceur au Yankee Stadium de New York, de Sherm Feller, annonceur au Fenway Park de Boston, de collègues commentateurs sportifs tels Harry Caray, Harry Kalas, Jack Buck, Chuck Thompson et Brooks Robinson. Il fait aussi une excellente imitation du légendaire descripteur des matchs des Dodgers de Los Angeles, Vin Scully, reproduisant sa voix et ses intonations non seulement en anglais, mais aussi en lui prêtant des mots en espagnol ou en japonais, imitant ainsi un annonceur des Giants de Tokyo qui s'inspirait de Scully.

### Honneurs
Jon Miller remporte en 2010 le prix Ford C. Frick remis par le Temple de la renommée du baseball. Il accepte le prix le 25 juillet 2010 lors d'une cérémonie à Cooperstown.
Il est en nomination pour un prix Emmy en 1995 et 1996. Finaliste à 6 reprises pour un ACE Award, il remporte le prix pour sa description des matchs de baseball en 1991 et 1996.
En 1998, il est élu commentateur sportif de l'année aux États-Unis par la National Sportscasters and Sportswriters Association (NSSA). Il est élu au Temple de la renommée de cette association le 26 avril 1999.

### Vie personnelle
Jon Miller est marié durant 7 ans à une femme qu'il épouse alors qu'il est dans la jeune vingtaine. Le couple a deux filles. En 1986, Miller renoue avec son ancienne baby-sitter, Janine Allen, qu'il n'a pas revue depuis l'enfance. Celle-ci, de 5 ans l'aînée de Miller, est elle aussi divorcée après une union de 16 années dont est issue une fille. Miller et Allen se marient en 1987 et ont plus tard un fils.
En 1998, Jon Miller co-écrit avec Mark S. Hyman le livre Confessions of a Baseball Purist: What's Right—and Wrong—with Baseball.